# 1990年10月逝世人物列表
1990年逝世人物列表：1月 - 2月 - 3月 - 4月 - 5月 - 6月 - 7月 - 8月 - 9月 - 10月 - 11月 - 12月
1990年10月逝世人物列表，是用於匯總1990年10月期間逝世人物的列表。

## 依日期排序

### 1日
- 約翰·貝爾，62歲，北愛爾蘭物理學家，腦出血。[1]
- 埃德蒙·喬治·歐文，80歲，英國水文學家。
- Andrzej Krzanowski，39歲，波蘭作曲家。[2]
- 奧古斯丁·洛朗，94歲，法國政治家。[3]
- 柯蒂斯·李梅，83歲，美國將軍，心臟病發作。[4]
- 拉塞爾·撒切爾，71歲，美國電影製片人[5]
- 湯米·湯普森，63歲，美式橄欖球運動員，癌症。[6]

### 2日
- 彼得·赫爾曼·阿德勒，90歲，奧地利出生的美國指揮家。[7]
- 索塞·瑪麗亞·迪亞斯·卡斯特羅，76歲，加利西亞詩人和翻譯家。[8]
- 約翰·格羅夫，100歲，美國將軍，心臟病發作。[9]
- Loni Nest，75歲，德國女演員。[10]
- 伊索利娜·朗東，77歲，波多黎各民族主義者。
- 弗雷德·魯維吉耶馬，33歲，盧安達士兵，被槍殺。
- Heinie Schuble，83歲，美國棒球運動員。[11]
- 梅賽德斯·西蒙妮，86歲，阿根廷歌手和女演員。
- Norbert Vesak，53歲，加拿大編舞家，腦動脈瘤。[12]

### 3日
- 溫斯洛·艾姆斯，83歲，美國藝術史學家，心臟病發作。[13]
- 艾米·貝利，94歲，牙買加民權活動家。
- 夏洛特·博伊爾，91歲，美國游泳運動員。[14]
- 斯特凡諾·卡西拉吉，30歲，義大利摩托艇賽車手，划船事故。
- Res Jost，72歲，瑞士理論物理學家。[15]
- 埃莉諾·斯特伯，76歲，美國歌劇演唱家，心臟手術併發症。[16]

### 4日
- 愛琳·安斯沃思，66歲，英國音樂家。
- 吉爾·貝內特，58歲，英國女演員，吸毒過量。[17]
- Avis Bunnage，67歲，英國女演員。[18]
- Erwin Bünning，84歲，德國生物學家，阿爾茨海默病。
- 盧西亞諾·卡特納奇，57歲，義大利演員。
- 罗伊·查曼，60歲，英國音響工程師。
- 雅克·德·馬休，74歲，法裔阿根廷人類學家和庇隆學家。
- 萬斯·丁格斯，75歲，美國棒球運動員。[19]
- 謝爾蓋·拉平，78歲，蘇聯外交官。
- 弗蘭季謝克·內科爾尼，82歲，捷克斯洛伐克拳擊手。[20]
- Waldemar Philippi，61歲，德國足球運動員。[21]
- 雷·斯蒂芬斯，35歲，美國歌手和演員
- 彼得·泰勒，62歲，英格蘭足球運動員，肺病。

### 5日
- 費利克斯·達福斯，93歲，西班牙演員。
- 安德列·格拉巴爾，94歲，烏克蘭裔美國藝術史學家。[22]
- Dixie Howell，70歲，美國棒球運動員。[23]
- 近藤義雄，80歲，美國生物學家和軟骨病學家。
- J·默里·米切爾，62歲，美國氣候學家。[24]
- 山姆·泰勒，74歲，美國薩克斯演奏家。[25]
- Ramkumar Verma，85歲，印地語詩人。[26]
- Đorđe Vujadinović，80歲，南斯拉夫足球運動員。
- Jan Hendrik Waszink，81歲，荷蘭拉丁學者。[27]

### 6日
- 瑪爾塔·多爾夫，81歲，瑞典電影女演員。[28]
- 亞瑟爾·法格斯特羅姆，78歲，芬蘭鋼琴家、作曲家和演員。
- James E. Newcom，85歲，美國電影剪輯師。
- 丹尼·羅德裡格斯，22歲，美國基督教說唱歌手，被槍殺。[29]
- 理查·P·羅斯，84歲，美國將軍。
- Henryk Vogelfanger，86歲，波蘭演員。
- Bahriye Üçok，70-71歲，土耳其政治家和記者，被暗殺。

### 7日
- 基婭拉·巴達諾，18歲，義大利天主教活動家，骨肉瘤，骨癌。[30]
- 貝拉米諾·巴加蒂，84歲，義大利考古學家。[31]
- 达雷尔·布朗，67歲，美國籃球運動員。[32]
- 比阿特麗斯·赫頓，97歲，澳大利亞建築師。
- 拉希德·本·赛义德·阿勒马克图姆，78歲，阿聯酋政治家，總理（自1979年起）。[33]
- Scott M. Matheson，61歲，美國政治家，猶他州州長（1977-1985），多發性骨髓瘤。[34]
- Grim Natwick，100歲，美國動畫師，肺炎。[35]
- 曼努埃爾·拉莫斯·奧特羅，42歲，波多黎各作家，愛滋病。

### 8日
- 胡安·何塞·阿雷瓦洛，86歲，瓜地馬拉政治家，總統（1945-1951）。[36]
- 弗蘭克·科普，74歲，美式足球運動員。[37]
- 威廉·亨利·哈裡森三世，94歲，美國政治家，美國眾議院議員（1951-1955，1961-1965，1967-1969），心力衰竭。
- 威廉·詹姆斯·詹姆森，92歲，美國法官。[38]
- 吉米·米爾斯，96歲，蘇格蘭裔美國足球運動員。
- 罗伯特·弗朗西斯·莫菲，66歲，美國人類學家，心力衰竭。[39]
- 卡馬拉帕蒂·特裡帕蒂，85歲，印度政治家。
- 埃裡克·溫斯特倫，81歲，瑞典跨欄運動員。[40]
- B.J.威爾遜，43歲，英國鼓手，肺炎。

### 9日
- 米爾德里德·拜耳，81歲，美國人道主義者。
- 默里·鮑恩，77歲，美國心理學家。.[41]
- 約翰·布魯克斯，80歲，美國奧運會跳遠運動員（1936年）。[42]
- 乔治·德拉姆，87歲，瑞士數學家。[43]
- Dessie Grew，37歲，愛爾蘭臨時愛爾蘭共和軍志願者，被槍殺。
- Markku Hakulinen，34歲，芬蘭冰球運動員，因火車相撞自殺。[44]
- 馬丁·麥考伊，23歲，愛爾蘭臨時愛爾蘭共和軍志願者，被槍殺。
- 理查·默多克，83歲，英國演員。[45]
- 阿諾德·奧爾森，73歲，美國政治家，美國眾議院議員（1961-1971）。[46]
- Géza Ottlik，78歲，匈牙利作家和數學家。[47]
- 鮑裡斯·派查澤，75歲，蘇聯足球運動員。[48]
- Lars Thörn，86歲，瑞典水手。[49]
- 吴一石，67岁，马来西亚政治家，马来亚共产党中央政治局委员。

### 10日
- 肯尼斯·克羅斯，74歲，英國生理學家。
- 埃米爾·約瑟夫·迪默，82歲，德國國際象棋選手。[50]
- 沃爾特·哈默森，79歲，德國政治家。
- 迪克·喬根森，56歲，美式橄欖球官員，癌症。[51]
- 愛琳·梅耶·塞爾茲尼克，83歲，美國戲劇製片人，乳腺癌患者。[52]
- 傑羅尼莫·米胡拉，88歲，西班牙電影導演。[53]
- 沃利·摩西，80歲，美國棒球運動員。[54]
- 湯姆·默頓，62歲，美國監獄長，癌症。
- 弗洛德·R·紐曼，99歲，美國石油商人。[55]
- 芭芭拉·柏格斯·西格蒙德，51歲，美國政治家，癌症。[56]
- 愛德華·索斯塔克，79歲，波蘭籃球運動員。[57]
- 卡洛斯·湯普森，67歲，阿根廷演員，中槍自殺。[58]
- 约瑟夫·特劳西莱克，72歲，捷克斯洛伐克冰球運動員。[59]

### 11日
- 飛鳥田一雄，75歲，日本政治家。[60]
- 阿納托爾·布羅亞德，70歲，美國作家和記者，前列腺癌。[61]
- 喬治·科貝特，82歲，美式足球運動員。[62]
- 君特·庫恩克，78歲，德國潛艇指揮官。
- Ken Spain，44歲，美國籃球運動員，癌症。[63]
- 羅伯特·泰西爾，56歲，美國演員，癌症。
- Adri van Male，80歲，荷蘭足球運動員。[64]

### 12日
- Rifaat el-Mahgoub，64歲，埃及政治家，被槍殺。
- 倫納德·克裡格，72歲，美國歷史學家。[65]
- 萊夫·拉森，84歲，挪威水手。
- 拉赫曼·莫里納，47歲，南斯拉夫政治家，心臟病發作。
- 約翰·奧布萊恩，65歲，紐西蘭政治家。
- 弗雷德里克·羅西尼，91歲，美國熱力學家。
- 布裡奇特·貝特·蒂切諾，72歲，英國超現實主義畫家和時尚編輯。[66]
- 彼得·維塞爾·扎普菲，90歲，挪威哲學家。

### 13日
- 利諾·多諾索，68歲，古巴棒球運動員。[67]
- 道格拉斯·愛德華茲，73歲，美國新聞播音員，膀胱癌。[68]
- 漢斯·弗洛伊登薩，85歲，出生於德國的荷蘭數學家。[69]
- 漢斯·納繆特，75歲，德裔美國攝影師，交通事故。[70]
- 黎德壽，78歲，越南政治家和外交官，諾貝爾獎獲得者（1973年），癌症。[71]
- 劉易斯·維拉迪，60歲，美國汽車工程師，心臟病發作。[72]

### 14日
- 伦纳德·伯恩斯坦，72歲，美國指揮家和作曲家（西區故事），肺炎。[73]
- 湯姆·布裡格斯，77歲，美國時裝設計師。
- 萊昂·布朗，71歲，美國籃球運動員。[74]
- 丹尼爾·吉萊，91歲，法裔美國小提琴家，腦溢血。[75]
- 伊琳娜·奧多耶夫采娃，95歲，俄羅斯詩人、小說家和回憶錄作家。[76]
- 克利夫頓·皮尤，65歲，澳大利亞藝術家，心臟病發作。[77]
- Carin Swensson，85歲，瑞典女演員。

### 15日
- 拜尔采伊·蒂博尔，78歲，匈牙利奧運擊劍運動員（1936年、1948年、1952年）。[78]
- 海倫·佈雷，100歲，美國默片女演員。[79]
- 薩姆·多爾戈夫，88歲，俄裔美國無政府主義者。[80]
- 威廉·馬格努斯，83歲，德裔美國數學家。[81]
- 大衛·麥卡爾登，39歲，英裔美國極右翼活動家，愛滋病。[82]
- 小威廉·埃德溫·明歇爾，78歲，美國政治家，美國眾議院議員（1955-1974）。[83]
- 格溫·納爾遜，89歲，英國女演員。
- 俞平伯，90歲，中國文學評論家。
- 鮑裡斯·皮奧特羅夫斯基，82歲，蘇聯考古學家。[84]
- Delphine Seyrig，58歲，法國女演員，卵巢癌。[85]
- Om Shivpuri，52歲，印度演員，心臟病發作。
- 維塔爾·范·蘭德格姆，77歲，比利時足球運動員。

### 16日
- 阿特·布萊基，71歲，美國鼓手，肺癌。[86]
- 豪尔赫·博列特，75歲，古巴裔美國鋼琴家，愛滋病相關併發症。[87]
- 道格拉斯·坎貝爾，94歲，第一次世界大戰期間的美國飛行王牌。[88]
- 多蘿西·M·希利，76歲，美國歷史學家。
- 貝爾·霍夫曼，83歲，美國體育教練。
- 卡爾·賈斯特，93歲，挪威記者。
- 布萊克·佩利，83歲，澳大利亞政治家和商人。
- 羅傑·鮑威爾，94歲，英國裝訂工。[89]
- Giovanni Varglien，79歲，義大利足球運動員。[90]
- 亞歷山大·扎金，87歲，俄裔美國鋼琴家，心力衰竭。[91]

### 17日
- 拉爾夫·鮑曼，79歲，加拿大冰球運動員。[92]
- 鄧尼斯·科德納，66歲，澳大利亞足球運動員。
- 哈裡·弗萊徹，80歲，澳大利亞政治家。
- 塞斯·摩根，41歲，美國小說家，交通事故。[93]
- 喬丹·奧利瓦爾，75歲，美式橄欖球運動員，癌症。[94]
- 小野忠重，81歲，日本藝術家。
- 保羅·西博里，67歲，美國政治學家，腎衰竭。[95]

### 18日
- 邁克爾·比格，50歲，英裔加拿大海洋生物學家，白血病。
- Marie-France Dufour，41歲，法國歌手，白血病患者。
- 尼克·埃滕，77歲，美國棒球運動員。[96]
- 彼得·费多谢耶夫，82歲，蘇聯哲學家。
- 索爾·弗斯，83歲，美國奧運跳傘運動員（1932年）。[97]
- 本·洛克斯派塞，99歲，英國科學管理員（CERN）。
- 哈裡·馬克，91歲，美國電影剪輯師。
- 海因茨·奧斯卡·維特，72歲，德國政治家。

### 19日
- 傑里·克羅寧，65歲，愛爾蘭政治家，帕金森病。
- 哈伊姆·格瓦蒂，89歲，猶太復國主義活動家和以色列政治家。
- René Highway，35歲，加拿大舞蹈家，愛滋病。
- Augusto Tiezzi，80歲，義大利電影攝影師。
- 撒母耳·威爾伯特·塔克，77歲，美國律師。[98]
- Lew Worsham，73歲，美國高爾夫球手。[99]

### 20日
- 科萊特·奧德里，84歲，法國作家。[100]
- Américo Hoss，74歲，匈牙利裔阿根廷電影攝影師。
- 弗雷達·傑克遜，82歲，英國女演員。[101]
- Alma Theodora Lee，78歲，澳大利亞植物學家和植物分類學家。
- 喬爾·麥克雷，84歲，美國演員，肺炎。[102]
- 科納·普拉巴卡拉·拉奧，74歲，印度政治家，心肺衰竭。

### 21日
- Karl Egil Aubert，66歲，挪威數學家。[103]
- 湯姆·卡維爾，84歲，希臘裔美國商人。[104]
- 丹尼·查蒙，56歲，黎巴嫩政治家，被謀殺。
- Eugen Haugland，78歲，挪威三級跳遠運動員和奧運選手。[105]
- 喬·安·凱利，46歲，英國音樂家，腦癌。[106]
- 洛塔·奧利亞斯，76歲，德國作曲家。[107]
- Brij Sadanah，57歲，印度電影製片人，中槍自殺。
- Prabhat Rainjan Sarkar，69歲，印度作曲家和大師，心臟病發作。[108]
- Athol Shmith，76歲，澳大利亞攝影師。
- 露絲·斯托克頓，74歲，美國政治家。
- 弗蘭克·瓦迪，85歲，美國棒球運動員。[109]

### 22日
- 路易·皮埃尔·阿尔都塞，72歲，法國哲學家，心臟病發作。[110]
- 卡米爾·洛塔克，78歲，捷克斯洛伐克藝術家。[111]
- 尼古拉·雷布尼科夫，59歲，蘇聯和俄羅斯電影演員，心臟病發作。[112]
- 弗蘭克·辛克維奇，70歲，美式足球運動員。[113]

### 23日
- 諾曼·布坎，67歲，英國政治家。
- P. K. Kelkar，81歲，印度科學家。
- 貝特霍爾德·盧貝特金，88歲，喬治亞-英國建築師。[114]
- Zephania Mothopeng，77歲，南非政治活動家，肺癌。
- 戴夫·默里，37歲，加拿大滑雪運動員和奧運選手，皮膚癌。[115]
- 湯瑪斯·威廉姆斯，63歲，美國小說家，肺癌。[116]

### 24日
- 安德列·奧默勒，83歲，法國自行車運動員。[117]
- 吉姆·克拉克，63歲，美國棒球運動員。[118]
- 鮑裡斯·馬盧耶夫，61歲，蘇聯和俄羅斯畫家。
- John，34歲，美國歌手，愛滋病。
- 理查·泰勒，62歲，美國音響工程師。

### 25日
- Ed Bagdon，64歲，美式足球運動員。[119]
- 霍利少校，66歲，美國貝斯手，心臟病發作。[120]
- 扎拉·明茨，63歲，蘇聯文學家。
- Bennie Oosterbaan，84歲，美式橄欖球運動員。[121]
- 阿爾貝托·達科斯塔·佩雷拉，60歲，葡萄牙足球運動員。[122]
- 伊基·羅賓遜，86歲，美國班卓琴演奏家。[123]
- 威廉姆森·A·桑瑪，71歲，印度政治家。

### 26日
- 劳伦斯·安德烈亚森，44歲，美國潛水夫，意外墜落。[124]
- 羅伯特·安特爾姆，73歲，法國作家。
- 瓊·布朗，52歲，美國畫家，鈍力創傷，事故。[125]
- 阿恩·達格芬·達爾，96歲，挪威士兵。
- 吉列爾莫·加西亞·岡薩雷斯，36歲，古巴國際象棋特級大師，交通碰撞。
- Breandán Ó hEithir，60歲，愛爾蘭作家和廣播員。
- Ödön Lendvay，47歲，匈牙利籃球運動員。[126]
- 威廉·佩利，89歲，哥倫比亞廣播公司董事長和奠基人，大企業家。[127]
- 約翰尼·桑德斯，68歲，美式橄欖球主管，心力衰竭。[128]
- 哈裡·威爾遜，88歲，美國多運動員。

### 27日
- 切特·亞當斯，75歲，美式足球運動員。
- 拉斐爾·班奎爾斯，73歲，古巴裔墨西哥演員，導演和電視製片人。
- 澤維爾·庫加特，90歲，西班牙音樂家，心力衰竭。[129]
- 雅克·德米，59歲，法國電影導演和作詞人，愛滋病。[130]
- 霍恩貝格的蘇菲公主，89歲，奧地利貴族，奧地利大公法蘭茨·斐迪南的女兒。
- 瓦茨瓦夫·科瓦爾斯基，74歲，波蘭演員。[131]
- 艾略特·羅斯福，80歲，美國將軍和政治家，佛蘭克林·羅斯福的兒子，心力衰竭。[132]
- Ugo Tognazzi，68歲，義大利演員和電影製片人，腦出血。[133]
- 貝拉·沃倫蒂克，82歲，匈牙利足球運動員。

### 28日
- 亞歷山德拉·丘迪娜，66歲，蘇聯運動員，胃癌。[134]
- 恩斯特·魯道夫·胡貝爾，87歲，德國法學家。[135]
- 恩斯特·魯道夫·胡貝爾，95歲，蘇聯詩人。
- 杰米尼奥·奥尼奥，72歲，義大利奧運會水球運動員（1948年，1952年）。[136]
- 羅伯特·揚·韋爾貝倫，79歲，二戰期間比利時納粹合作者。

### 29日
- 阿列克謝·阿列柳欣，70歲，第二次世界大戰期間的蘇聯飛行王牌。
- 約瑟夫·阿特爾斯，87歲，美國演員。[137]
- 赫伯特·布羅德金，77歲，美國製片人，影視導演。[138]
- 埃默裡斯·羅伯茨，80歲，威爾士政治家。
- 威廉·弗蘭奇·史密斯，73歲，美國律師，司法部長（1981-1985），癌症。[139]
- Juha Vainio，52歲，芬蘭音樂家，心臟病發作。
- 沃爾克·馮·科朗德，76歲，德國演員和電影製片人。[140]

### 30日
- 維姆·吉森，57歲，荷蘭作家。[141]
- 威利·尤裡森，78歲，德國足球運動員。
- 哈裡·勞特，76歲，美國演員，心臟病發作。
- Vinod Mehra，45歲，印度演員，心臟病發作。
- 克雷格·拉塞爾，42歲，加拿大變裝皇后和演員，愛滋病。[142]
- 阿尔弗雷德·索维，92歲，法國人口學家。[143]
- V. Shantaram，88歲，印度演員和電影製片人。[144]
- 湯姆·斯蒂爾，81歲，美國特技演員。
- Piroska Szekrényessy，74歲，匈牙利雙人滑運動員和奧運選手。[145]
- 郭得勝，79歲，香港商人，心臟病發作。[146]
- Germaine Van Dievoet，91歲，比利時游泳運動員。[147]

### 31日
- Carl Belew，59歲，美國鄉村音樂家，癌症。[148]
- 卡恰男爵哈羅德·卡恰，84歲，英國外交官。[149]
- 吉姆·福斯特，55歲，美國LGBT活動家，愛滋病患者。
- 幸田文，86歲，日本小說家，心臟病發作。
- 休·麥克菲力浦斯，70歲，美國演員和電視導演，交通事故。
- 羅傑·普萊斯，72歲，美國幽默作家和作家。[150]
- M. L. Vasanthakumari，62歲，印度歌手，癌症。[151]